# Knudsker Sogn
Knudsker Sogn er et sogn i Bornholms Provsti (Københavns Stift).
Knudsker Sogn hørte til Vester Herred i Bornholms Amt og var i 1800-tallet anneks til Rønne Sogn, som lå i Rønne Købstad og kun geografisk hørte til herredet. Købstaden blev ved kommunalreformen i 1970 kernen i Rønne Kommune, som Knudsker sognekommune også blev indlemmet i. I 2003 indgik Rønne Kommune sammen med Bornholms andre kommuner i Bornholms Regionskommune.
I Knudsker Sogn ligger Sankt Knuds Kirke.
I sognet findes følgende autoriserede stednavne:
- Blykobbe Plantage (areal, bebyggelse)
- Bondebroen (bebyggelse)
- Grisby (bebyggelse)
- Harbohuse (bebyggelse)
- Hvideodde (areal)
- Knudsker (bebyggelse, ejerlav)
- Kærby (bebyggelse)
- Myregård (bebyggelse)
- Robbedale (areal, bebyggelse)
- Stavelund (bebyggelse)
- Sursænkegård (bebyggelse)